# Alaín Cervantes
Alaín Alfredo Cervantes O'Farril (Morón, 17 novembre 1983) è un calciatore cubano, attaccante del Ciego de Ávila e della Nazionale di calcio di Cuba.